# Platyscelidris kittenbergeri
Platyscelidris kittenbergeri är en stekelart som beskrevs av Szabó 1959. Platyscelidris kittenbergeri ingår i släktet Platyscelidris och familjen Scelionidae. Inga underarter finns listade i Catalogue of Life.